# Michelle Roark
Michelle Roark (Artesia, 16 de noviembre de 1974) es una deportista estadounidense que compitió en esquí acrobático. Ganó una medalla de plata en el Campeonato Mundial de Esquí Acrobático de 2003, en la prueba de baches.

## Medallero internacional
| Campeonato Mundial | Campeonato Mundial           | Campeonato Mundial | Campeonato Mundial |
| Año                | Lugar                        | Medalla            | Competición        |
| ------------------ | ---------------------------- | ------------------ | ------------------ |
| 2003               | Deer Valley (Estados Unidos) | Medalla de plata   | Baches             |